# Euclasta maceratalis
Euclasta maceratalis là một loài bướm đêm trong họ Crambidae.